# Keep Moving (Madness)
Keep Moving è un album dei Madness, pubblicato nel 1984 dalla Stiff Records.
La versione statunitense include Wings of a Dove e  The Sun and the Rain.
Ha raggiunto la sesta posizione nelle classifiche inglesi.

## Tracce
1. Keep Moving - 3:32 (Suggs/Chas Smash/Foreman)
2. Michael Caine - 3:39 (Smyth/Daniel Woodgate)
3. Turning Blue - 3:06 (McPherson/Foreman)
4. One Better Day - 4:06 (McPherson/Bedford)
5. March of the Gherkins - 3:30 (Barson/Thompson/Barson)
6. Waltz into Mischief - 3:36 (Smyth/McPherson)
7. Brand New Beat - 3:17 (Thompson/Barson)
8. Victoria Gardens - 4:32 (Smyth/Barson/Smyth)
9. Samantha - 3:14 (Barson/Thompson)
10. Time for Tea - 3:09 (Thompson/Foreman)
11. Prospects - 4:14 (McPherson/Smyth/McPherson)
12. Give Me a Reason - 3:27 (Thompson)

## Formazione
- Graham "Suggs" McPherson - voce
- Mike "Monsieur Barso" Barson - tastiera
- Lee "Kix" Thompson - sassofoni
- Mark "Bedders" Bedford - basso
- Daniel Woodgate - batteria e percussioni
- Carl "Chas Smash" Smyth - voce
- Chris "Chrissie Boy" Foreman - chitarra